# Daisy Outdoor Products
Daisy Outdoor Products (zumeist bekannt als Daisy) ist ein US-amerikanischer Luftgewehrhersteller, der vor allem als Hersteller von BB-Mehrlader-Luftgewehren im Kaliber 4,5 mm (.177 cal) bekannt wurde. Das bekannteste Produkt von Daisy, welches heutzutage weltweit vertrieben wird, war die 1938 entwickelte und seit 1940 bis heute verkaufte Red Ryder BB Gun.

## Geschichte

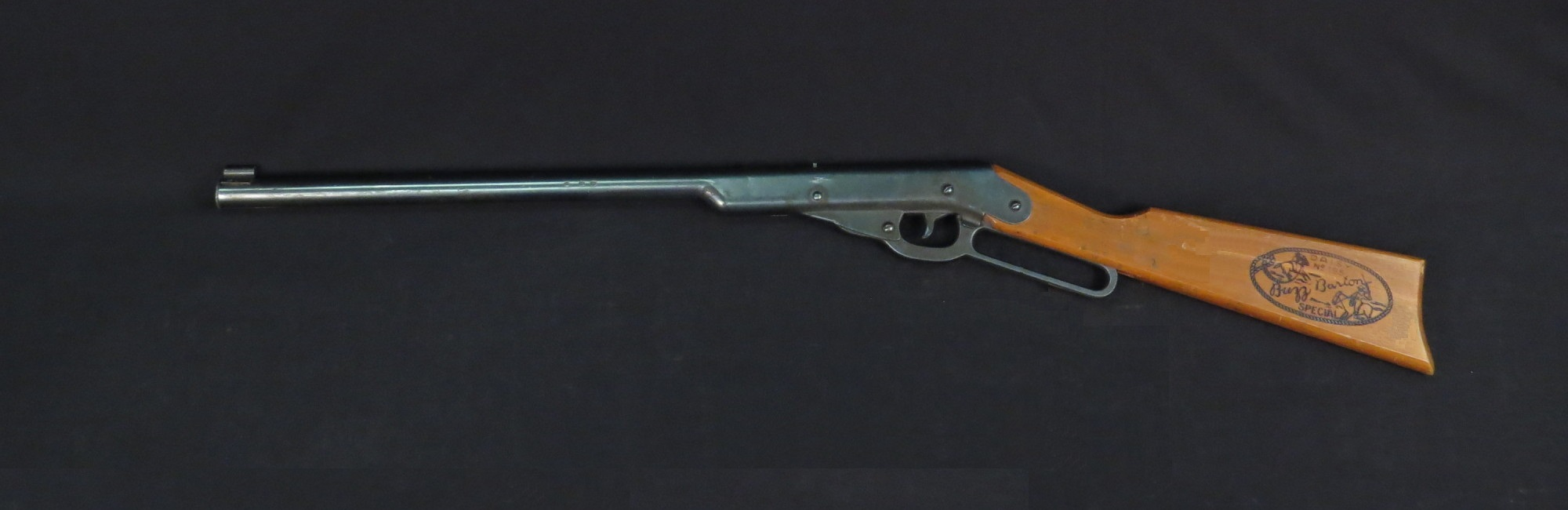
Daisy No 195 Buzz Barton Special Air Gun

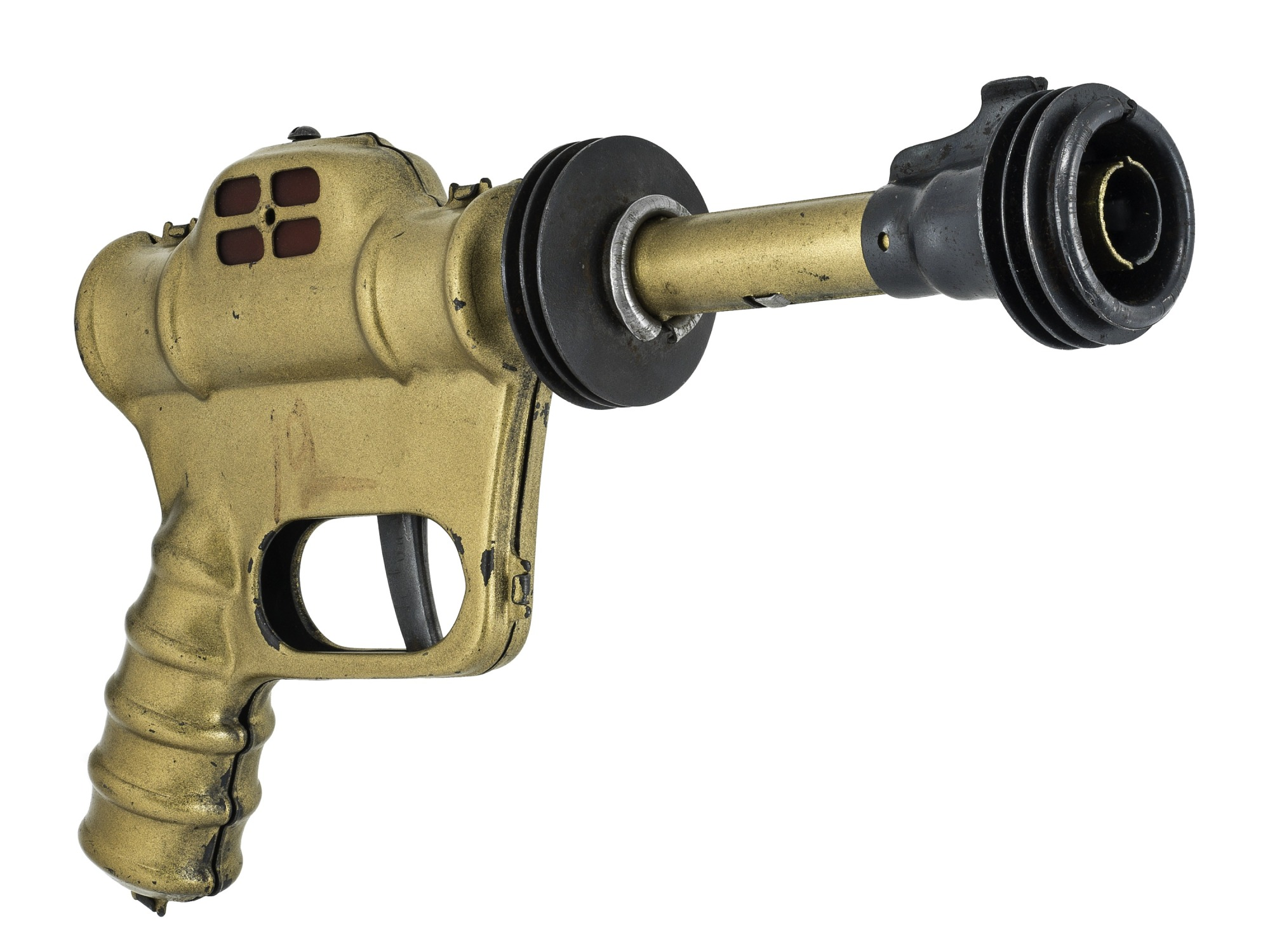
Buck Rogers Atomic Pistol (Model U-235)

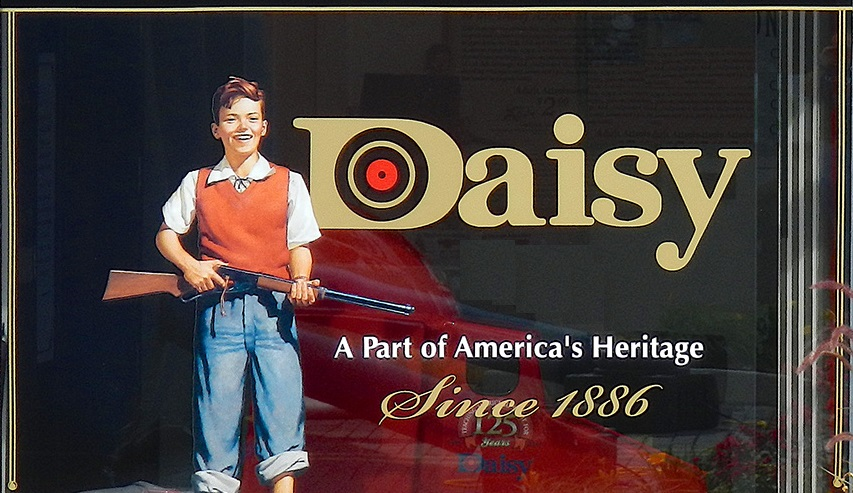
Daisy Airgun Museum

Das Unternehmen wurde von Clarence Hamilton gegründet und begann 1880 in Plymouth als Plymouth Iron Windmill Company. Zunächst begann Hamilton mit der Herstellung von Windrädern. Hamilton gründete kurze Zeit später ein weiteres Unternehmen, die Plymouth Air Rifle Company. Im Januar 1888 beriet der Unternehmensvorstand der Plymouth Iron Windmill Company, aufgrund wirtschaftlicher Probleme, über die Schließung des Unternehmens, die aber an der Gegenstimme des damaligen Generaldirektors Lewis Cass Hough scheiterte. Im März 1888 wandte sich Hamilton mit einem selbst entwickelten Luftgewehrmodell an den Vorstand der Plymouth Iron Windmill Company und schlug vor, die Produktpalette zu erweitern und die Maschinen der Fabrik zu verwenden, um Metallteile herzustellen, die für den Bau seines Luftgewehrmodells erforderlich wären. Der Prototyp wurde daraufhin vom damaligen Generaldirektor Lewis Cass Hough erfolgreich getestet und die Produktpalette wurde um Luftgewehre erweitert. Von 1888 bis 1890 produzierten 25 Mitarbeiter über 50.000 Stück des ersten Modells Daisy BB Gun. Aufgrund der hohen Nachfrage und Popularität der Daisy BB Gun verlegte sich das Unternehmen auf die ausschließliche Herstellung von Luftgewehren und änderte 1895 den Namen in Daisy Manufacturing Company. Das Unternehmen investierte ab 1900 etwa 15 Prozent seiner Gewinne in Werbung, was im Laufe der Jahre dazu führte, dass der Begriff Daisy in den USA zu einer generischen Marke wurde. Im Jahr 1901 brachte Daisy ein 500-Schuss-Unterhebelrepetierer-Luftgewehr und 1908 das Little Daisy Modell 20 auf den Markt, das von 1908 bis 1937 zeitweise für weniger als 50 Cent in Handel angeboten wurde. Im Jahr 1931 brachte Daisy ein Luftgewehrmodell als Merchandising-Produkt für den Schauspieler Buzz Barton sowie 1933 die Buck Rogers Rocket Pistol (Model XZ-31), 1934 die Buck Rogers Disintegrator Pistol (Model XZ-38) und 1935 die Buck Rogers Liquid Helium Pistol (Model XZ-44) aus der Buck-Rogers-Reihe auf den Markt.
Im Jahr 1958 wurde der Firmensitz und die Produktionsstätten nach Rogers in Arkansas verlegt und 1999 The Rogers Daisy Airgun Museum eröffnet.

## Unternehmensname
Als der damalige Generaldirektor der Plymouth Iron Windmill Company Lewis Cass Hough das erste Luftgewehrmodell testete, soll er laut der  Unternehmensgeschichte nach einigen Probeschüssen  gerufen haben „Boy, that's a Daisy!“ (umgangssprachliche Bezeichnung für etwas Exzellentes, deutsch: „Junge, es ist ein Gänseblümchen!“) Daraufhin bekam das erste gebaute Modell den Namen Daisy BB Gun und das Unternehmen wurde 1895 in Daisy Manufacturing Company umbenannt.

## Produkte
Die Produktpalette bestand anfangs aus Luftgewehren für Kinder und Jugendliche und wurde später erweitert um Luftgewehre für Erwachsene sowie Wettkampfluftgewehre und CO2-Luftpistolen. Daisy Outdoor Products ist Lizenznehmer von Winchester und produzierte ebenfalls Luftgewehrmodelle klassischer Winchesterwaffen wie beispielsweise den Winchester Unterhebelrepetierer. Die Produktpalette umfasst heutzutage mehr als 100 verschiedene Modelle von Luftgewehren und Luftpistolen.
Das Unternehmen ist vor allem für preiswerte BB-Mehrlader-Luftgewehre im Kaliber 4,5 mm (.177 cal) bekannt, die Unterhebelrepetierern nachempfunden sind. Das Bekannteste davon ist die Daisy Red Ryder BB Gun. Bei diesen Modellen handelt es sich um technisch einfach aufgebaute Unterhebelrepetierer-Luftgewehre mit glattem Lauf, einer niedrigen Geschossenergie und einer einfachen Visierung über Kimme und Korn.
Darüber hinaus stellt Daisy seit 1914 Luftgewehre her, die Vorderschaftrepetierflinten nachempfunden sind, wie beispielsweise das Daisy Modell 25.
Als leistungsstärkere und präzisere Wettkampfluftgewehre und Wettkampfpistolen werden von Daisy Outdoor Products verschiedene Modelle unter der Bezeichnung Powerline  angeboten.
Für hochwertigere Luftgewehre und Luftpistolen für Sportschützen nutzt Daisy Läufe der Carl Walther GmbH. Diese Waffen werden unter anderem bei den Weltmeisterschaften im 10-m-Luftpistolen-Schießen verwendet, mit der beispielsweise Don Nygord mehrfach Weltmeister wurde. Die kanadischen Streitkräfte verwenden das Avanti Modell 853C für ihre Treffsicherheitstrainings.
In den 1980er Jahren stellte Daisy wenige Jahre hülsenlose Munition im Kaliber .22 lfB sowie die dazugehörigen Waffen her. Dieses Geschäftsfeld wurde aber nach kurzer Zeit wieder aufgegeben.

### Red Ryder BB Gun

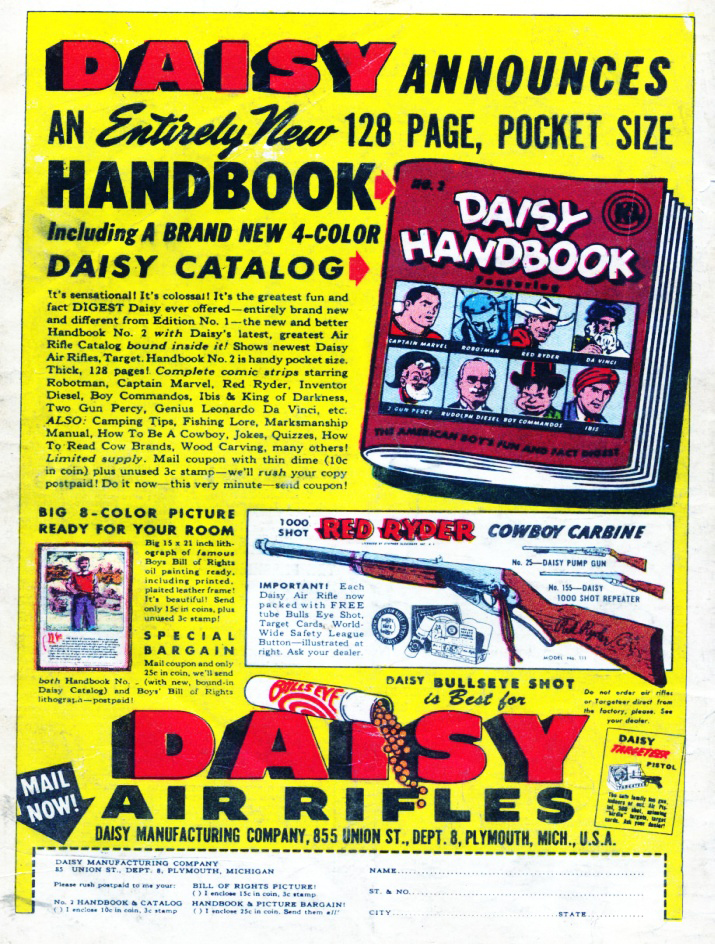
Werbung für die Red Ryder BB Gun im Mai 1948

Als Vorbild der Red Ryder BB Gun diente eine Winchester aus dem Western-Comic Red Ryder. Die Red Ryder BB Gun wird seit 1940 und bis heute produziert und mittlerweile weltweit vermarktet. Die Kosten für die Red Ryder BB Gun liegen 2021 in den USA bei etwa 40–50 US-Dollar und in Europa bei etwa 90 Euro. Das Luftgewehr wiegt, bei einer Länge von 90 Zentimeter, etwa 1 Kilogramm und verschießt durch einen glatten Lauf Stahlkugeln im Kaliber 4,5 mm (.177 cal). Das Magazin, das den eigentlichen Lauf umhüllt, fasst je nach Herstellungsdatum zwischen 200 und 1000 beziehungsweise seit den 2000er Jahren 650 Schuss. Die Stahlkugeln werden per Schwerkraft und Federkolben über einen Repetierhebel geladen. Die Visierung erfolgt über Kimme und Korn, die sich in der Höhe aber nicht zur Seite verstellen lassen. Die maximale Schussweite liegt laut Hersteller bei 178 Metern. Die effektive Reichweite und optimale Zielentfernung beträgt etwa 8 bis 10 Meter. Die Red Ryder BB Gun besitzt einen gravierten Hinterschaft sowie einen Sattelring mit Lederriemen.

#### Eingang in die Populärkultur
Eine Red Ryder BB Gun ist das Hauptthema der 1983 veröffentlichten Komödie Fröhliche Weihnachten, in der der Hauptdarsteller Ralphie Parker sich dieses Luftgewehr mit einem eingebauten Kompass im Schaft zu Weihnachten wünscht. Sein Wunsch wird anfänglich immer wieder mit der Warnung „You'll shoot your eye out“ („Du wirst dir ein Auge ausschießen“) zurückgewiesen, bis er am Weihnachtstag doch in Erfüllung geht. Da es bis dahin kein Modell mit einem Kompass im Schaft gab, brachte Daisy Outdoor Products im Jahr 2020 die limitierte Version „A Christmas Wish“ auf den Markt, die einen Kompass und eine Sonnenuhr im Schaft integriert hatte.
Crazy Earl, eine Figur in dem Buch The Short-Timers und im Film Full Metal Jacket führt neben seinem M16 auch immer eine Red Ryder BB Gun mit sich. Im Film Der Gigant aus dem All verliert der Hauptdarsteller Hogarth Hughes eine mit seinen Initialen versehene Red Ryder BB Gun an einem Tatort, was die Ermittler erst zu ihm führt. In dem Action-Thriller Tactical Force verwendet ein Mitglied eines SWAT-Teams eine Red Ryder BB Gun, um damit beispielsweise auf einen Kidnapper zu schießen.